# Caballo leopardo
Los pelajes leopardo son provocados por el gen leopardo o un complejo genético denominado con el mismo nombre, complejo leopardo.
Los pelajes leopardo menudo presentan manchas, pero la naturaleza y distribución de estas manchas son diferentes de las de los pelajes manchados. Los pelajes leopardo (también llamados atigrados, Pigat, pigallats o pigarrats) tienen la piel pecosa, especialmente visible en el hocico, alrededor de los ojos y la ingle.
Los pelajes leopardo son sensiblemente simétricos (el caballo visto de lado muestra manchas similares en cada lado).
Los ojos parcialmente blancos y los pezuñas con listas vertical oscuras y claras se asocian a menudo con los pelajes leopardo.
Los mantos leopardo pueden variar con el tiempo. El número de las manchas, su tamaño y su situación sobre el cuerpo puede modificarse con los años (de forma similar a la de los perros dálmatas).

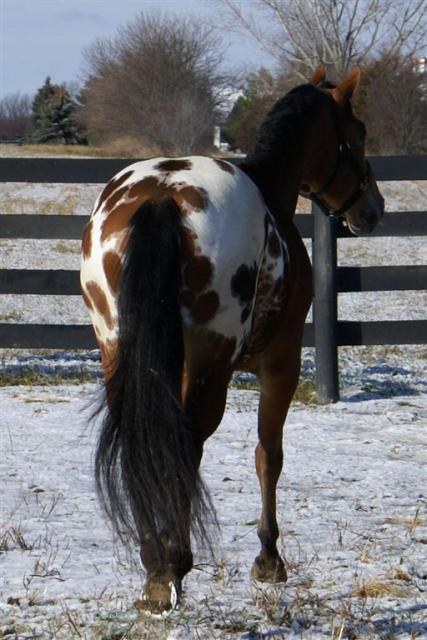
Caballo de pelaje leopardo sobre castaño.

## Aspectos generales
Los pelajes leopardos acostumbraban a clasificar de acuerdo con su aspecto exterior en patrones específicos:
- Leopardo (en inglés "leopard")
- Leopardo poco manchado (en inglés "few spot leopard")
- Flocado o nevado (en inglés "Snowflake")
- Ruano barnizado (en inglés "varnish Roan")
- Escarchado (en inglés "frost")

Los avances en las investigaciones han permitido una clasificación más adecuada, también basada en el exterior pero más acorde con la genética.
Hay dos tipos de pelajes leopardo:
- Los heterocigóticos
- Los homocigóticos

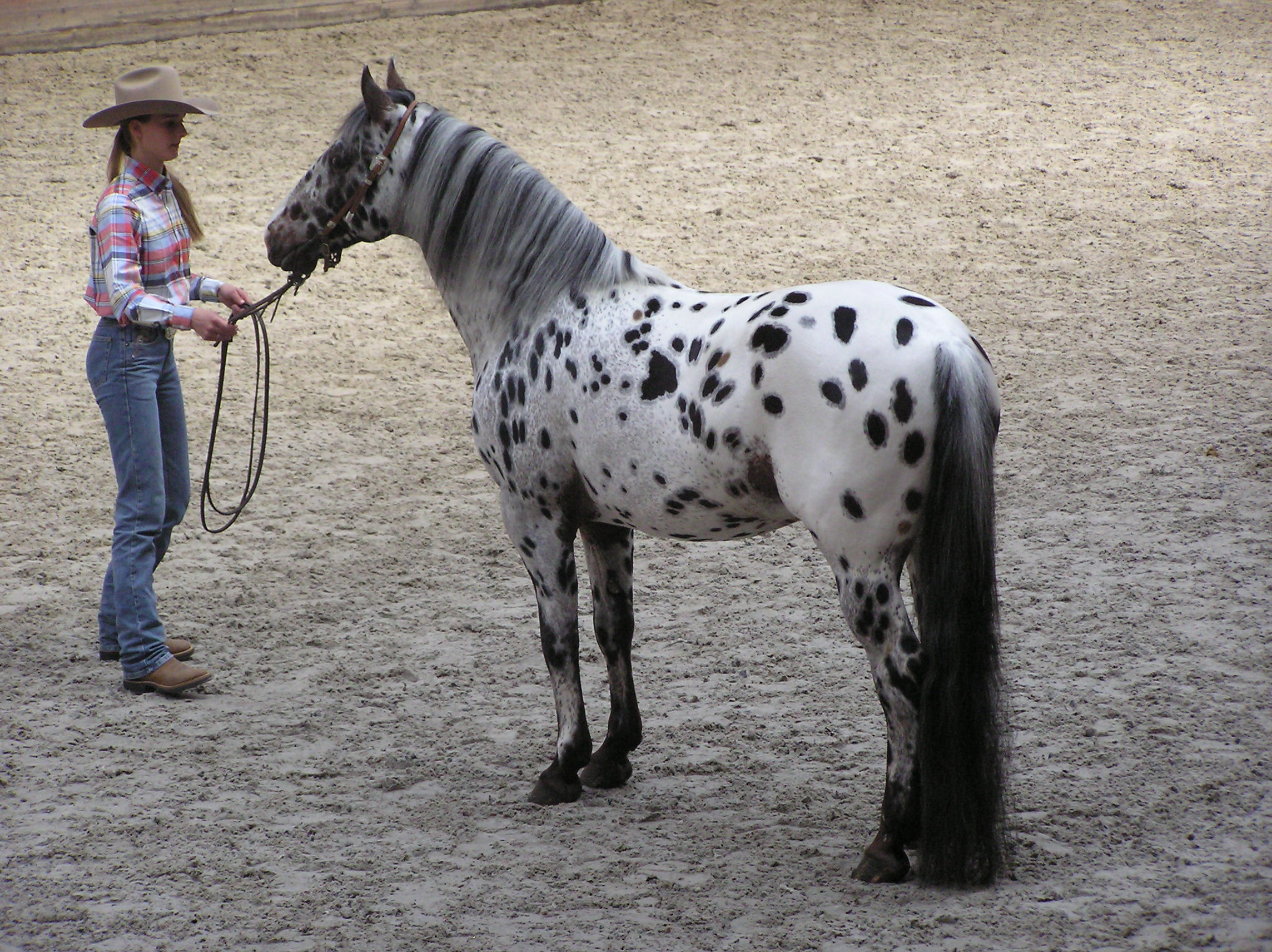
Caballo leopardo heterocito. Pelaje leopardo propiamente dicho.

En ambos casos los pelajes pueden variar desde casi el pelaje oscuro de base (sin pelos blancos "añadidos") hasta un pelaje casi blanco del todo.
En porcentaje de pelos blancos los pelajes seguirían la serie siguiente:
- 1% de pelos blancos: los pelos blancos empiezan a aparecer los lomos.
- 10% de pelos blancos: manchas blancas sobre los lomos
- 20% de pelos blancos: grupa blanca
- 30%: grupa blanca más grande
- 50%: mitad posterior blanca
- 75%: más de medio caballo blanco, en la zona posterior
- 100%: todo el caballo blanco

En los leopardo heterocigóticos hay manchas oscuras del color del pelaje de base superpuestas en las áreas blancas.
En los leopardo homocigóticos no hay manchas oscuras sobre las zonas blancas.

## Aspectos genéticos
El gen o complejo leopardo se representa por Lp. Se trata de un modificador dominante autosómico.
Hay dos alelos: Lp, lp.
Los tres casos posibles son:
- lplp, caballo no leopardo
- Lplp, leopardo heterocigótico
- LpLp, leopardo homocigótico

Durante algunos años se sospechaba que un único gen era el responsable de todas las variedades leopardo.
En 1982 el Dr. D. Philip Sponenberg introdujo el concepto de complejo leopardo y representó el concepto con las letras "Lp" (por "leopard" en inglés).
En 2004 un equipo de investigadores situó el gen Lp en el cromosoma 1 (ECA1).
En 2008 el mismo equipo mapear el gen Lp en un gen TRPM1 (melatastina, MLSN1).
Los mecanismos exactos de funcionamiento aún no se conocen bien.